# ハイネット (精密機器企業)
株式会社ハイネット（HI-NET CO.,LTD.）は、かつて半導体を含む電子部品、電機部品の販売及び輸出入業務、並びに半導体圧力センサの製造・販売を行う日本の精密機器企業。

本社は、東京都国分寺市にあった。

## 概要
- 1996年5月、設立。
- 2015年7月、破産手続き[1]
- 2015年12月、閉鎖[2]